# Лють
Лють — крайня форма гніву.
З біологічної точки зору, лють — це перезбуджений стан царини мозку, котрий впливає на формування психікою негативних емоційних відчуттів у свідомості людини, обумовлене надлишком збуджуючих речовин — природною їх генерацією, внаслідок якихось фізіологічних процесів, або введених у кров ззовні.
Лютувати — виявляти безжальну ірраціональну жорстокість, нещадність (щодо людини).

## Етимологія
Слово «лють» походить з бл. 1300 р. і означає «божевілля, безумство; напад шаленства; необдуманість, нерозсудливість, сильна або бурхлива емоція, гнів; запеклість у бою; насильство» (про бурю, пожежу тощо); з давньофранцузької rage - «дух, пристрасть, лють, несамовитість» (про бурю, пожежу тощо). ); від старофранцузького rage або raige, що означає «дух, пристрасть, лють, шаленство, божевілля»; від середньовічного латинського rabia 11 століття; від латинського rabies, що означає «божевілля, лють, шаленство», яке пов'язане з латинським rabere «божеволіти, шаленіти» .

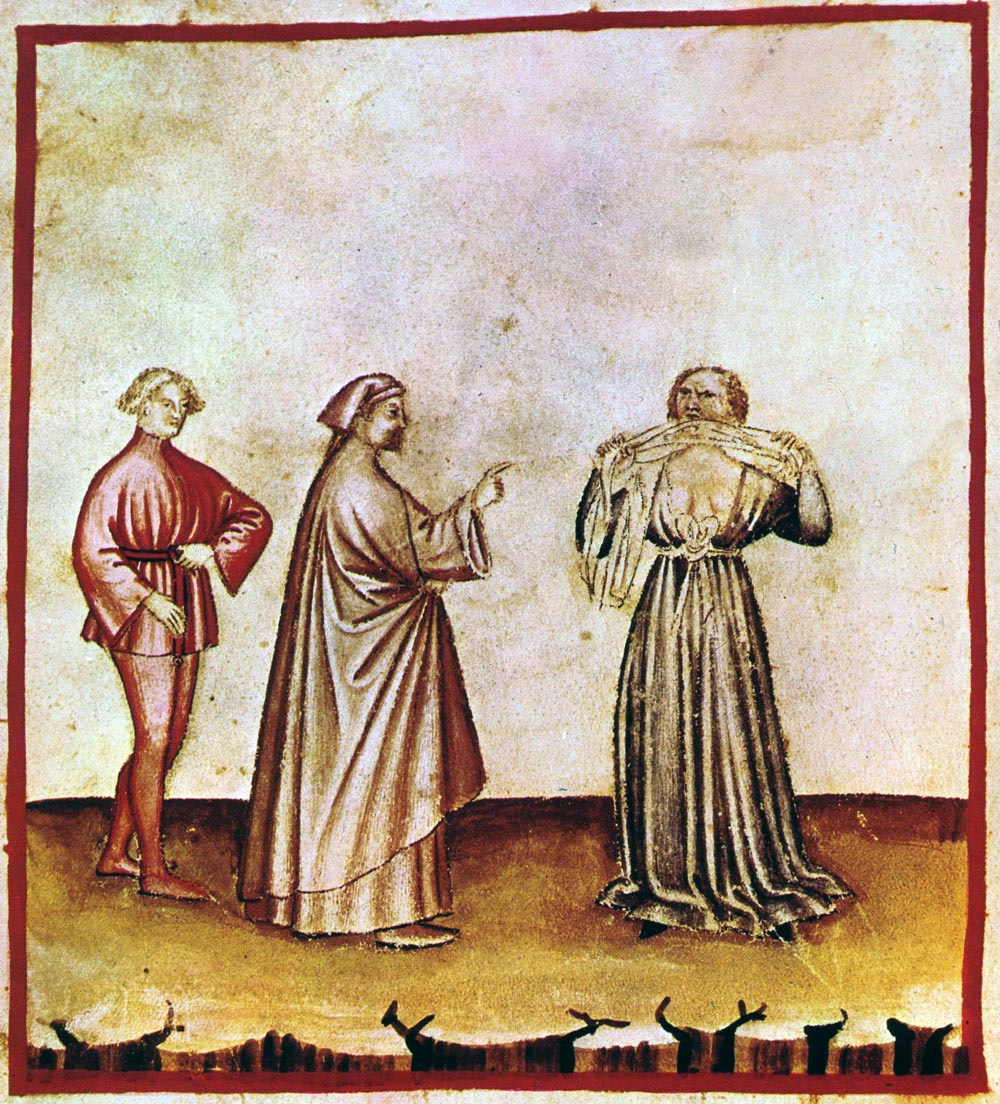
Лють, Tacuinum Sanitatis casanatensis (14 століття).

Існує багато споріднених слів. Латинське rabies, що означає «гнів, лють», споріднене з санскритським raag (насильство) . Вульгарне латинське написання слова має багато відповідників при перекладі багатьма сучасними романськими мовами, такими, як іспанська, галісійська, каталонська, португальська та сучасна італійська: rabia, rabia, ràbia, raiva і rabbia відповідно.

## Симптоми та наслідки
Іноді лють може призвести до такого стану, коли люди, які її відчувають, вважають, що вони можуть робити, а часто і здатні робити речі, які зазвичай здаються фізично неможливими. Люди, які відчувають лють, зазвичай відчувають вплив високого рівня адреналіну в організмі. Збільшення вироблення адреналіну підвищує рівень фізичної сили і витривалості людини, загострює відчуття, притупляючи при цьому відчуття болю. Високий рівень адреналіну погіршує пам'ять. Також страждає часова перспектива: люди в стані люті описують події, що відбуваються, як в уповільненій зйомці. Раціональне мислення і міркування заважають людині швидко діяти під впливом імпульсу. Більш давнє пояснення цього ефекту "уповільнення часу" полягає в тому, що замість того, щоб насправді сповільнювати наше сприйняття часу, високий рівень адреналіну підвищує нашу здатність пригадувати конкретні дрібниці події після того, як вона сталася. Оскільки люди вимірюють час на основі кількості речей, які вони можуть згадати, події з високим рівнем адреналіну, такі як ті, що відбуваються в періоди люті, розгортаються повільніше.
Людина в стані люті може також втратити значну частину своєї здатності до раціонального мислення та міркувань, і може діяти, як правило, жорстоко, під впливом своїх імпульсів, аж до нападу, поки не буде виведена з ладу або поки джерело її люті не буде знищене або усунене іншим чином. Людина в гніві може також відчувати тунельний зір, приглушений слух, прискорене серцебиття і гіпервентиляцію. Зір людини також може стати "рожевим" (звідси "бачення червоного"). Вони часто зосереджуються лише на джерелі свого гніву. Велика кількість адреналіну та кисню в крові може викликати тремтіння кінцівок. Психіатри вважають, що лють знаходиться на одному кінці спектру гніву, а роздратування - на іншому.
У 1995 році була висунута гіпотеза, що лють виникає, коли окситоцин, вазопресин і кортикотропін-рилізинг-гормон швидко вивільняються з гіпоталамуса. Це призводить до того, що гіпофіз виробляє та вивільняє велику кількість адренокортикотропного гормону, який змушує кору надниркових залоз вивільняти кортикостероїди. Ця ланцюгова реакція відбувається, коли людина стикається із загрозливою ситуацією.
Майже через два десятиліття стало більше відомо про вплив високого рівня адреналіну. Дослідження показують, що глюкоза разом з адреналіном з мозкового шару надниркових залоз впливає на пам'ять. Хоча доведено, що високі дози адреналіну погіршують пам'ять, помірні дози адреналіну насправді покращують пам'ять . Це ставить під сумнів роль, яку відіграв адреналін в еволюції роду Homo, а також вирішальну роль адреналіну під час нападів люті. Вирішальна роль астроцитів у формуванні м'язової пам'яті може також пролити світло на позитивний вплив медитації та глибокого дихання як методу управління та контролю гніву.

## Ускладнення зі здоров'ям
Деякі дослідження показують, що людина більш схильна до депресії та тривоги, якщо вона часто відчуває гнів. Ускладнення для здоров'я стають набагато гіршими, якщо людина пригнічує почуття гніву . Джон Е. Сарно вважає, що пригнічений гнів у підсвідомості призводить до фізичних недуг. Серцевий стрес і гіпертонія - це інші ускладнення, які можуть виникнути, якщо гнів відчувається регулярно . Психопатології, такі, як депресія і посттравматичний стресовий розлад (ПТСР) , регулярно супроводжують гнів .